# حارة مصعب بن عمير (صنعاء)

تعديل مصدري - تعديل

مصعب بن عمير هي إحدى حارات حي سدس الروض بمدينة الروضة شمال العاصمة اليمنية "صنعاء"، بلغ تعداد سكانها 329 نسمة حسب تعداد اليمن لعام 2004.